# Kolonia Fryderyka
Kolonia Fryderyka – kolonia w Polsce położona w województwie śląskim, w powiecie wodzisławskim, w gminie Gorzyce. Liczy łącznie 1105 mieszkańców: 808 w Kolonii Fryderyka i 297 w Kraskowcu. Powierzchnia wsi wynosi 178 hektarów, razem z Kraskowcem stanowi jedno z sołectw Gminy Gorzyce. Historyczna kolonia Gorzyc. Czasami używana jest też błędnie nazwa Kolonia Fryderyk.

## Historia
Kolonia została założona w 1911 jako osada górnicza, licząca 13 domów. W 1913 rozpoczęto tu budowę kopalni Friedrich - Schacht, na 80 ha ziemi wykupionej w tym celu od hrabiego Larischa, właściciela dóbr rycerskich Gorzyczki, oraz okolicznych chłopów przez Zachodnioczeskie Górnicze Towarzystwo Akcyjne z siedzibą w Wiedniu. Wydobycie, głównie na potrzeby wojenne, rozpoczęto w 1916. Sięgało ono 100 ton węgla na dobę, przy zatrudnieniu wynoszącym 400 osób. Począwszy od 1919 wydobycie stopniowo ograniczano, by kopalnię ostatecznie unieruchomić w 1923. Na taką decyzję wpływ miały gorsze niż początkowo sądzono parametry złoża: duża dyslokacja złóż, wysoka zawartość metanu; a także kryzys gospodarczy. Opuszczoną kopalnię zalała woda, pozostały jednakże zabudowania na powierzchni: szyby, kotłownia, maszynownia wyposażona w 4 agregaty prądotwórcze i rozdzielnię oraz mniejsze budynki. Kolonia górnicza, która przyjęła nazwę od kopalni, mimo jej upadku rozrosła się. W 1935 liczyła 530 mieszkańców. W 1941 na krótko budynki kopalni zajęli przesiedleni z wschodnich terenów III Rzeszy Niemcy, zajęli oni także domy w kolonii opuszczone przez aresztowanych Polaków.
W maju 1942 na terenie kopalni utworzono obóz - Polenlager 169, podległy powiatowemu dowództwu obozów w Raciborzu. Więziono w nim osoby z terenów przyłączonych do Rzeszy po 1939, które odmówiły podpisania volkslisty, a także znane z przedwojennej działalności politycznej, oraz inteligencję polską. W obozie Polenlager 169 przebywała też ok. setka dzieci, dla których mimo fatalnych warunków w obozie zorganizowano tajne nauczanie. Jego główną organizatorką była Wanda Mrozek, zaangażowana także w dostarczanie więźniom żywności i lekarstw spoza obozu. Było to możliwe dzięki pomocy okolicznej ludności polskiej, głównie chłopów. Łącznie przez obóz przewinęło się 20 tysięcy osób. Po ucieczce Niemców, na terenie obozu wykopano zwłoki 286 osób. W maju 1945 dokonano ich pochówku na cmentarzu w Gorzycach.
Obecnie na terenie byłej kopalni a następnie obozu pozostała część budynków, nie wszystkie jednak się zachowały, uległ zawaleniu komin kotłowni, część budynków zdewastowano. W pozostałych mają swe siedziby prywatne firmy. O więźniach obozu przypomina pamiątkowa tablica o treści: "Na wieczną chwałę patriotom polskim poległym męczeńską śmiercią z rąk hitlerowców w latach okupacji na terenie obozu dla przesiedleńców w Gorzycach - cześć ich pamięci!".
Kolonia Fryderyka od 1963 posiada szkołę podstawową. Nie posiada jednak kościoła, miejscowi katolicy należą do parafii w Gorzycach.
Kraskowiec i Kolonia Fryderyka nie posiadały własnego samorządu, były częściami odpowiednio Gorzyc i Gorzyczek. Kraskowiec należał do gminy Gorzyce, a sąsiednia Kolonia Fryderyka do gminy Gorzyczki, wcześniej do analogicznych obszarów dworskich. Pod względem osadniczym Kraskowiec stanowił przysiółek Gorzyc, przykopalniana osada kolonię. W ostatnim czasie Kraskowiec z Kolonią Fryderyka zyskały status jednostki pomocniczej gminy, czyli sołectwa.

## Galeria

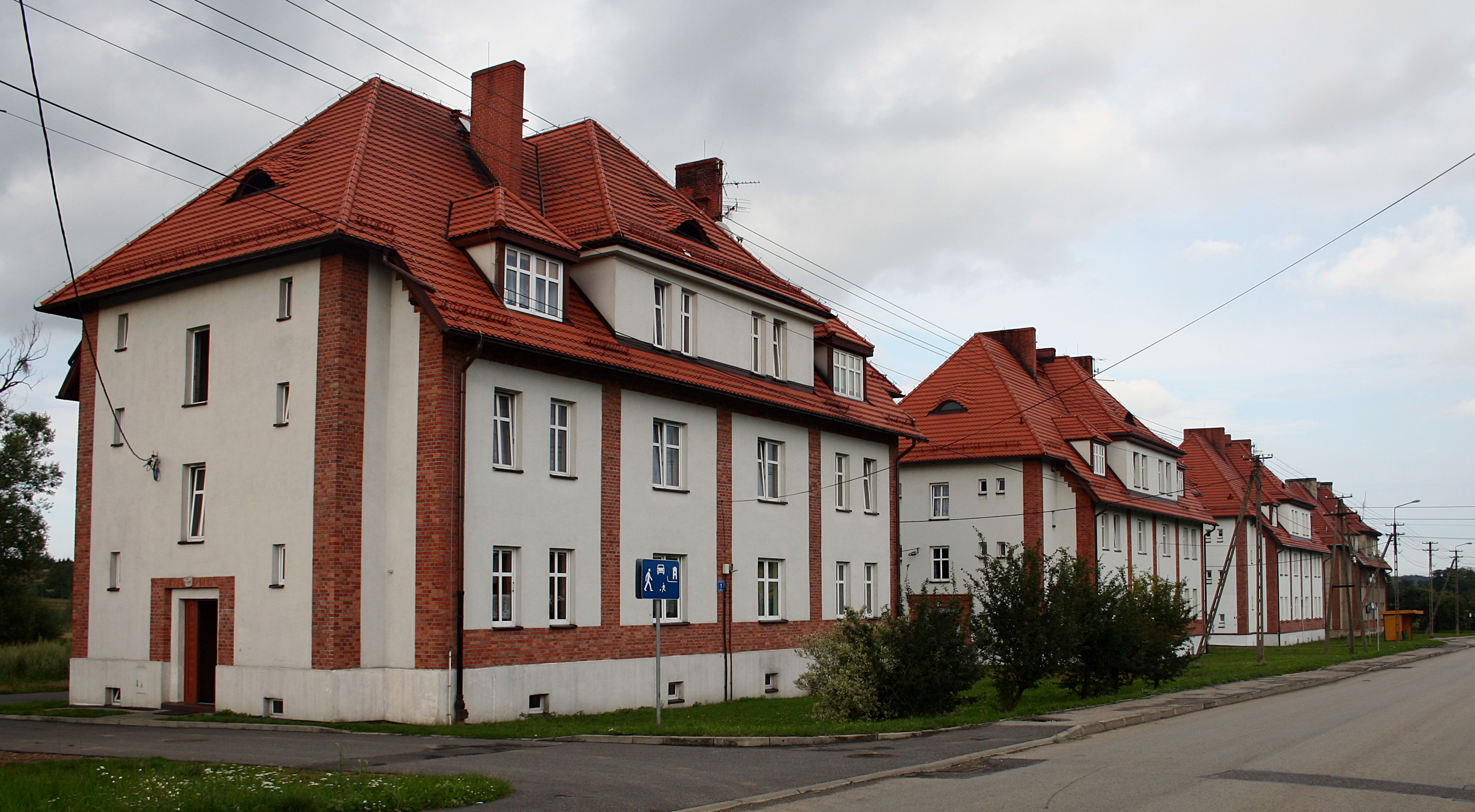
Kolonia patronacka
Nieoficjalny herb Kolonii
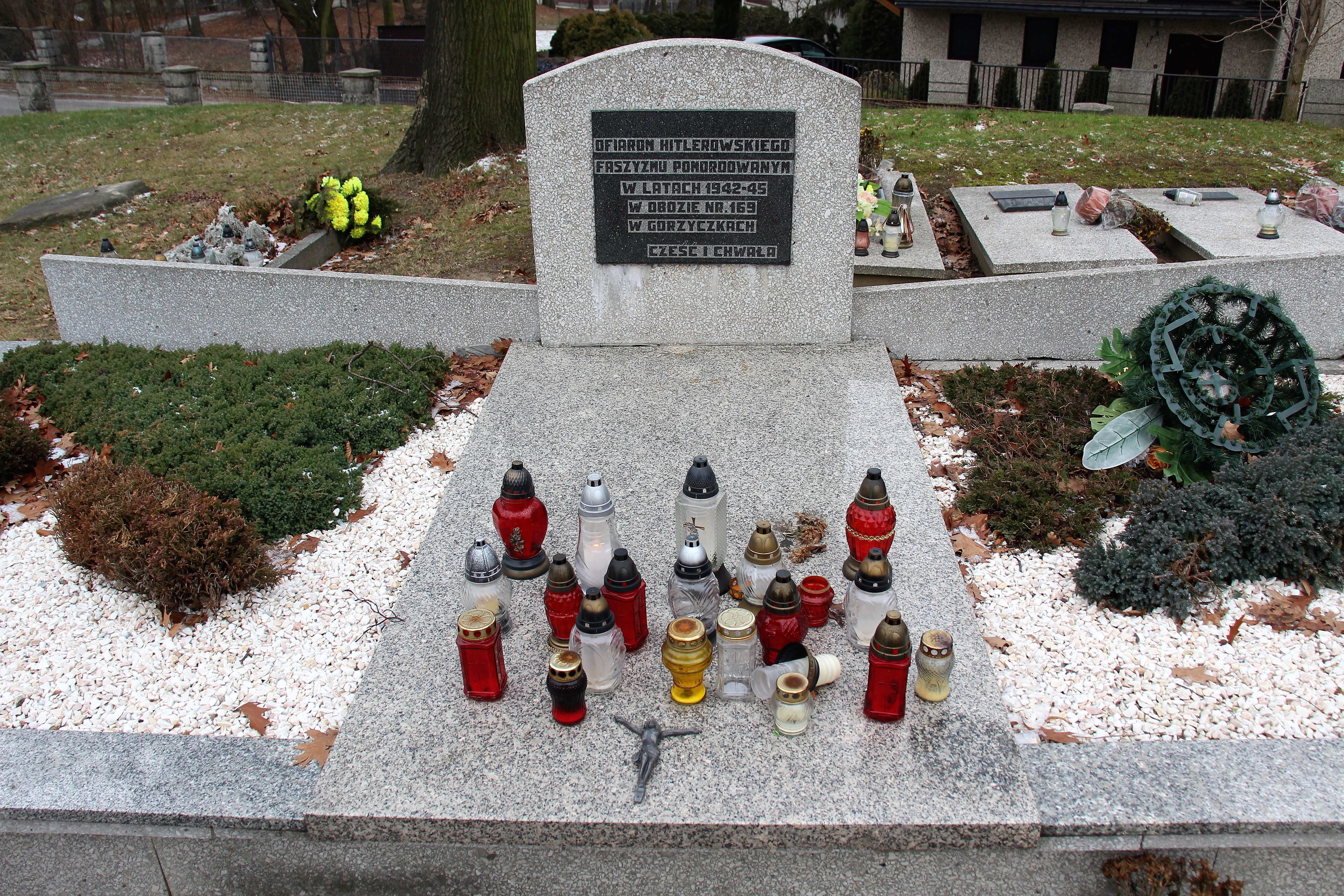
Pomnik ofiar niemieckiego Polenlagru nr 169